# Wilhelm Herse
Wilhelm Herse (* 30. April 1879 in Posen; † 25. Oktober 1965 in Wolfsburg) war ein deutscher Bibliothekar und Archivar.

## Leben
Wilhelm Herse war der Sohn des Oberbürgermeisters von Posen Jaroslaw Herse. Nach dem Abitur studierte er in Berlin Germanistik und Geschichte und wurde 1907 promoviert. 1919 bewarb er sich erfolgreich um die bislang von Eduard Jacobs besetzte Stelle des fürstlichen Archivars und Bibliothekars der Fürst zu Stolberg-Wernigerodeschen Bibliothek in Wernigerode. Er verfasste in dieser Zeit ca. 50 Veröffentlichungen über das Fürstenhaus und das Harzer Land. 1927 erhielt er den Direktorenposten der Herzog August Bibliothek in Wolfenbüttel, den er bis 1948 innehatte. Von 1928 bis 1947 war Herse auch Dozent für Kulturgeschichte an der Technischen Hochschule Braunschweig, 1947 ernannte ihn die Hochschule zum Ehrendoktor. In Wolfenbüttel war er Mitglied der Freimaurerloge „Wilhelm zu den drei Säulen“. Seit 1943 war er ordentliches Mitglied der Braunschweigischen Wissenschaftlichen Gesellschaft.

## Schriften (Auswahl)
- England als Feind des Festlandes. Siegismund, Berlin 1918 (Schützengraben-Bücher für das deutsche Volk; 89).
- Geschichtsbilder aus dem Harz. Paulmann, Wernigerode am Harz, ca. 1927.
- Zu Lessings Gedächtnis. Kallmeyer, Wolfenbüttel u. a. 1931.
- Four essays on Lessing. Wolfenbütteler Verlagsanstalt, Wolfenbüttel 1947 (Kulturwissenschaftliche Reihe; 1).
- Die Goethezeit in Deutschland: 7 Skizzen. Wissenschaftliche Verlagsanstalt, Hannover 1949.